# L'Usure du temps
Pour plus de détails, voir Fiche technique et Distribution.
L'Usure du temps (Shoot the Moon) est un film américain réalisé par Alan Parker, sorti en 1982.
Présenté en compétition officielle au festival de Cannes et nommé aux Golden Globes, le film doit notamment son succès à la prestance de ses deux acteurs principaux : Albert Finney et Diane Keaton.

## Synopsis
George et Faith Dunlap sont mariés depuis 15 ans. Mais leur couple va peu à peu va sombrer de plus en plus vers le divorce. Avec quatre enfants en bas âge, Faith doit se préoccuper de leur éducation et jongle de plus avec sa carrière. Pendant ce temps, George trompe sa femme tout en travaillant.

## Fiche technique
Sauf indication contraire, les informations mentionnées dans cette section peuvent être confirmées par la base de données cinématographiques IMDb,  présente dans la section « Liens externes ».
- Titre original : Shoot the Moon
- Titre francophone : L'Usure du temps
- Réalisation : Alan Parker
- Scénario : Bo Goldman
- Photographie : Michael Seresin
- Montage : Gerry Hambling
- Décors : Robert Nelson et Doug von Koss
- Direction artistique : W. Stewart Campbell
- Costumes : Kristi Zea
- Production : Alan Marshall, Stuart Millar, Edgar J. Scherick
- Sociétés de production : Metro-Goldwyn-Mayer et SLM Production Group
- Sociétés de distribution : Metro-Goldwyn-Mayer (États-Unis), Splendor Films (France, 2015)
- Durée : 124 minutes
- Pays de production :  États-Unis
- Langue originale : anglais
- Budget : entre 12[1],[2] et 14 millions de dollars[3]
- Format : couleur
- Genre : drame
- Dates de sortie :
  - États-Unis : 19 février 1982
  - France : 19 mai 1982
  - France : 23 décembre 2015 (ressortie en version restaurée)

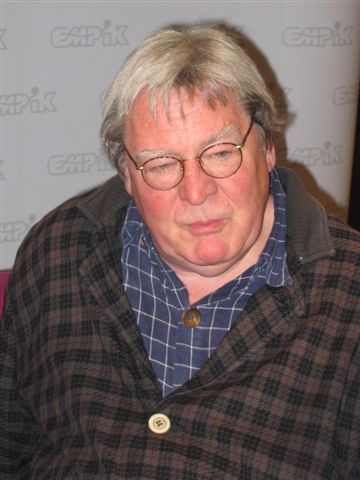
Alan Parker, ici en 2005 à Varsovie (Pologne).

## Distribution
- Albert Finney : George Dunlap
- Diane Keaton (VF : Béatrice Delfe) : Faith Dunlap
- Karen Allen : Sandy
- Peter Weller : Frank Henderson
- Dana Hill : Sherry Dunlap
- Viveka Davis : Jill Dunlap
- Tracey Gold : Marianne Dunlap
- Tina Yothers : Molly Dunlap
- George Murdock : French DeVoe
- Leora Dana : Charlotte DeVoe
- Irving Metzman : Howard Katz
- Michael Alldredge : l'officier Knudson
- Robert Costanzo : Leo Spinelli
- David Landsberg : Scott Gruber
- Lou Cutell : Willard
- James Cranna : Harold
- Nancy Fish : Joanne
- O-Lan Jones : la fille au comptoir

## Production

### Genèse et développement
Ce film est le premier scénario écrit par Bo Goldman dès 1971. Il s'intitule alors Switching. Il se base sur des rencontres avec des couples dysfonctionnels et sur l'influence de leurs disputes sur leurs enfants.
Pendant plusieurs années, Bo Goldman tente de vendre son script, en vain. Peu après le succès de Star Wars 1977, la 20th Century Fox l'achète. Alan Ladd Jr., président du studio, envoie le script au réalisater Alan Parker, qui débute alors la préproduction de Fame (1980). Après le tournage de ce dernier, Alan Parker rencontre Bo Goldman, pour réécrire le script. Parmi les changements alors apportés, l'intrigue est déplacée de New York au comté de Marin en Californie. Le titre original est par ailleurs changé en Shoot the Moon, un titre métaphorique qui se réfère à l'expéression shooting the moon du jeu de cartes de la Dame de pique. Bo Goldman et Alan Parker s'inspirent de leurs expériences personnelles. À cette époque, Alan Parker est marié et père de quatre enfants alors que Bo Goldman est marié et a six enfants.
Alan Ladd Jr. est renvoyé de la Fox en 1979. Alan Parker s'entretient avec Sherry Lansing, chef de production du studio, qui lui refuse son budget de 12 millions de dollars. Alan Parker présente alors le projet à David Begelman, président de la Metro-Goldwyn-Mayer. Ce dernier valide le projet à condition qu'Alan Parker respecte le budget et qu'il s'assure de la présence de Diane Keaton dans le rôle féminin principal.
Au moment du film, Diane Keaton vient de se séparer de Warren Beatty. L'actrice a ainsi fait part de son expérience au réalisateur et au scénariste. Son personnage de Faith Dunlap sera considérablement enrichi par cela.

### Tournage
Le tournage a lieu en Californie : à Nicasio, Stinson Beach, Glen Ellen (Jack London State Historic Park), San Francisco (Nob Hill, pont du Golden Gate, Sea Cliff, California Street) et la région de la baie de San Francisco, Napa et sa vallée ou encore à Santa Rosa.

### Musique
Contrairement à ses précédents films, Alan Parker décide de ne pas utiliser de musique originale. Le scénariste Bo Goldman choisit Don't Blame Me, écrite par Jimmy McHugh et Dorothy Fields, dans le catalogue de la MGM. Le morceau est utilisé comme leitmotiv. On peut également entendre Play with Fire des Rolling Stones ou Still the Same de Bob Seger.

## Distinctions
| Année | Récompenses                 | Catégories                                                  |
| ----- | --------------------------- | ----------------------------------------------------------- |
| 1982  | Palme d'or                  | Palme d'or                                                  |
| 1983  | British Academy Film Awards | Meilleur acteur dans un rôle principal pour Albert Finney   |
| 1983  | Golden Globes               | Meilleur acteur dans un film dramatique pour Albert Finney  |
| 1983  | Golden Globes               | Meilleure actrice dans un film dramatique pour Diane Keaton |
| 1983  | Writers Guild of America    | Meilleur scénario original pour Bo Goldman                  |

## Clin d’œil
Dans la voiture, les enfants chantent la chanson Fame tirée du film du même nom de 1980, le précédent film d'Alan Parker. On peut également voir une affiche de Pink Floyd: The Wall, sorti la même année que L'Usure du temps.